# ウッドランド・パターン

ウッドランド・パターン

ウッドランド・パターン（Woodland Pattern）は、アメリカ合衆国で考案された迷彩パターンである。USウッドランド（U.S. Woodland）、M81ウッドランド（M81 Woodland）、4色ウッドランド（4 Color Woodland）とも呼ばれる。1981年から2006年まで、アメリカ全軍の標準的な迷彩パターンの1つとして戦闘服（BDU野戦服）等に用いられた。ウッドランド・パターンはいわゆるディスラプティブ迷彩（disruptive camouflage）の一種であり、ハイコントラストの4色（砂色、茶色、緑色、黒色）から成る分断された不規則な形状の斑で構成されている。

## 歴史
ウッドランド・パターンはERDLパターン迷彩を引き伸ばしたものである。また、拡大にあわせて模様の境界線はより不規則に改められた。ERDLパターンでは布地1巻きあたりごとに水平・垂直方向にパターンの連続性があった。すなわち、布地の右端と左端、あるいは上端と下端で縫い合わせればパターンを連続させることが可能だった。一方、ウッドランド・パターンの連続性は垂直方向のみだった。
パターンの引き伸ばしは、より遠距離での交戦を想定して行われた。ERDLのような斑が細かいパターンの場合、遠距離で目視した際に境界線のにじみ（blobbing）が生じ、全体が単色に見えて迷彩効果が損なわれるのである。ウッドランド・パターンでは斑が十分に大きくにじみは起こりづらかったが、一方でコントラストが強調されるため至近距離での迷彩効果は失われていた。
なお、デジタル・パターンやフレックタルン・パターンとして知られる種類の迷彩パターンでは、斑の大きさに幅を持たせることにより遠近両方で十分な迷彩効果を得られるよう工夫されている。

## 運用

### アメリカ合衆国

#### アメリカ海兵隊

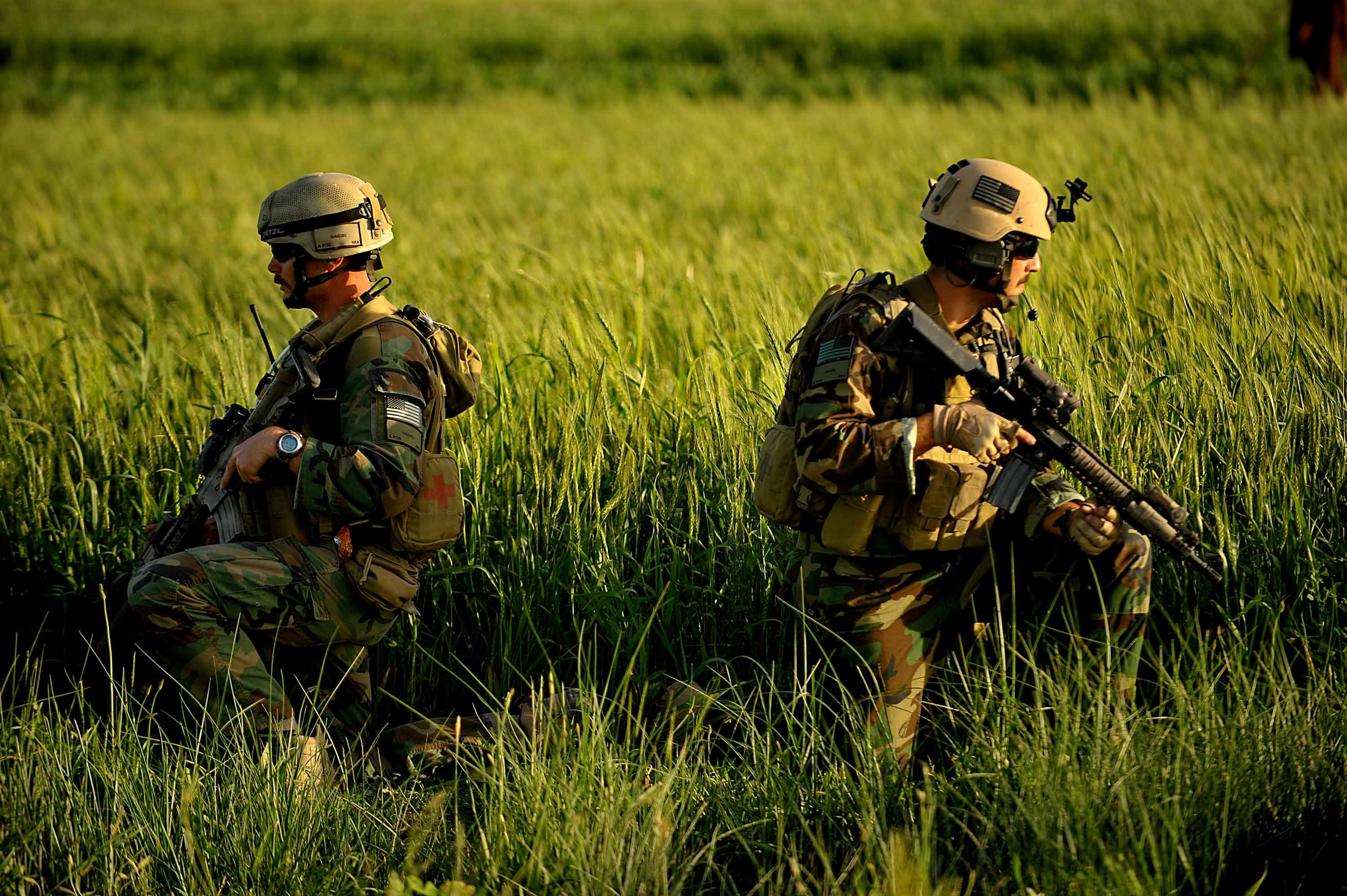
アフガニスタンにて活動するMARSOC隊員。ウッドランド・パターンのCCUを着用している。(2010年)

アメリカ海兵隊では、2002年にMARPAT迷彩とMCCUU野戦服が採用されるまでウッドランド・パターンのBDU野戦服を使用していた。また、2011年には海兵隊特殊作戦コマンド（MARSOC）が旧式のBDU野戦服を改めて採用し、アフガニスタン方面に展開する隊員に支給した。2014年5月にドイツのグラーフェンヴェーア演習場で行われた米独合同演習の際には、BDU野戦服を着用した一般の海兵隊員も確認されている。

#### アメリカ陸軍
アメリカ陸軍では、2004年にデジタル・パターンの1種であるUCPパターンとACU野戦服によって更新された。ただし、アフガニスタン方面に展開する陸軍特殊部隊群（グリンベレー）では、ウッドランド・パターンの野戦服が使用されている。これは旧式のBDU野戦服とよく似た形状だが、近年になって再設計されたものである。

#### アメリカ海軍
アメリカ海軍では、現在でもNavy SEALsなどが引き続きウッドランド・パターンのBDU野戦服を着用している。ただし、それ以外の水兵等の作業服はデジタル・パターン迷彩が施された新式の海軍作業服（Navy Working Uniform, MCCUUを原型とする）に更新された。

#### アメリカ空軍
アメリカ空軍では、2011年にタイガーストライプ・パターンの迷彩を施したABU野戦服を採用し、ウッドランド・パターンのBDU野戦服を更新した。ただし、空軍の補助組織と位置づけられている民間航空パトロール（CAP）では引き続きウッドランド・パターンのBDUが制服として使用されている。

### アフリカの軍隊

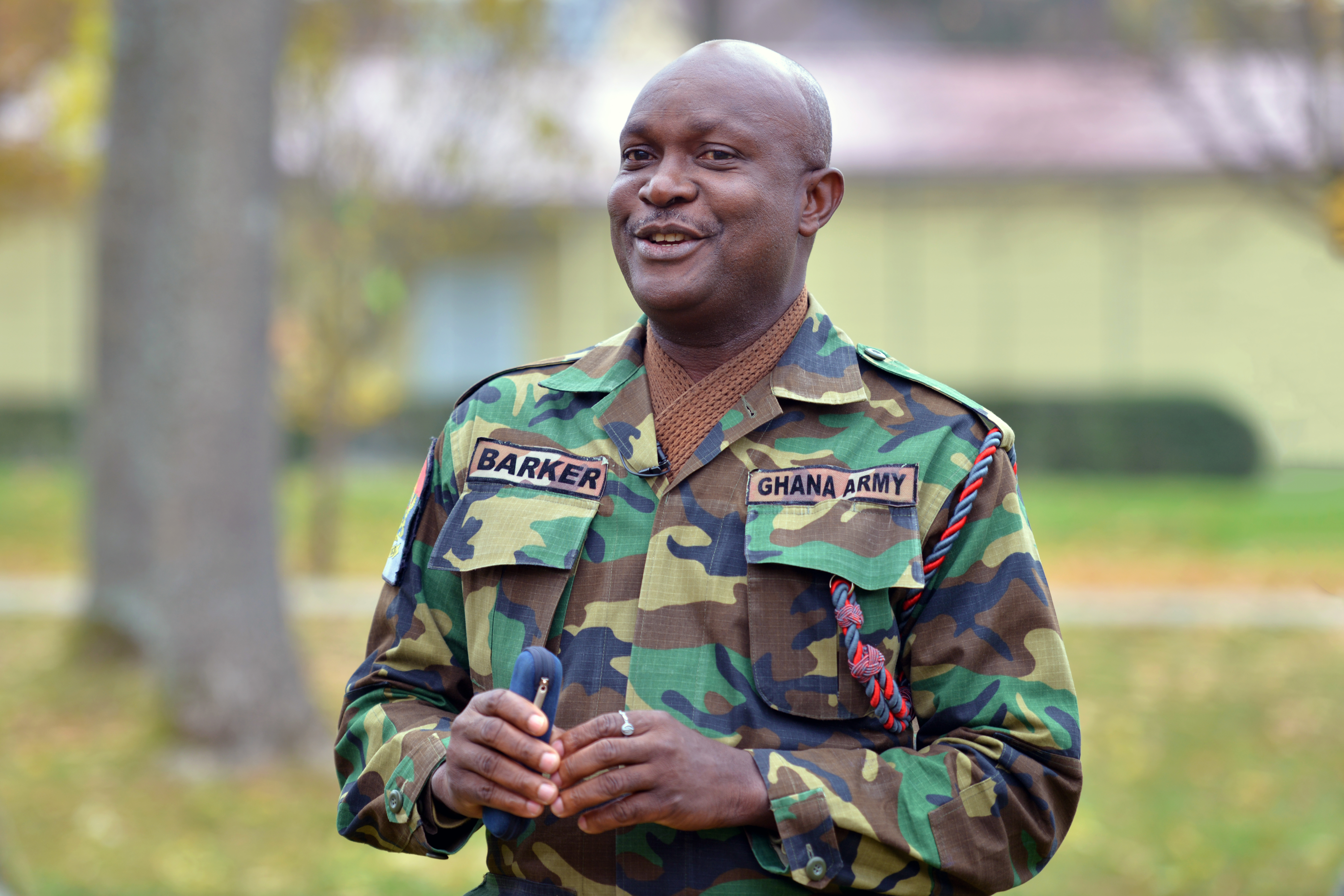
ガーナ陸軍の戦闘服

#### セネガル
フランスのCentre Europe迷彩を着用。

#### ガボン
フランスのCentre Europe迷彩を着用。一部ではアメリカのM81も着用。

#### コンゴ共和国
アメリカのM81を着用。

#### エリトリア
アメリカのM81を着用。

#### リベリア
アメリカのM81を着用。

### アジアの軍隊

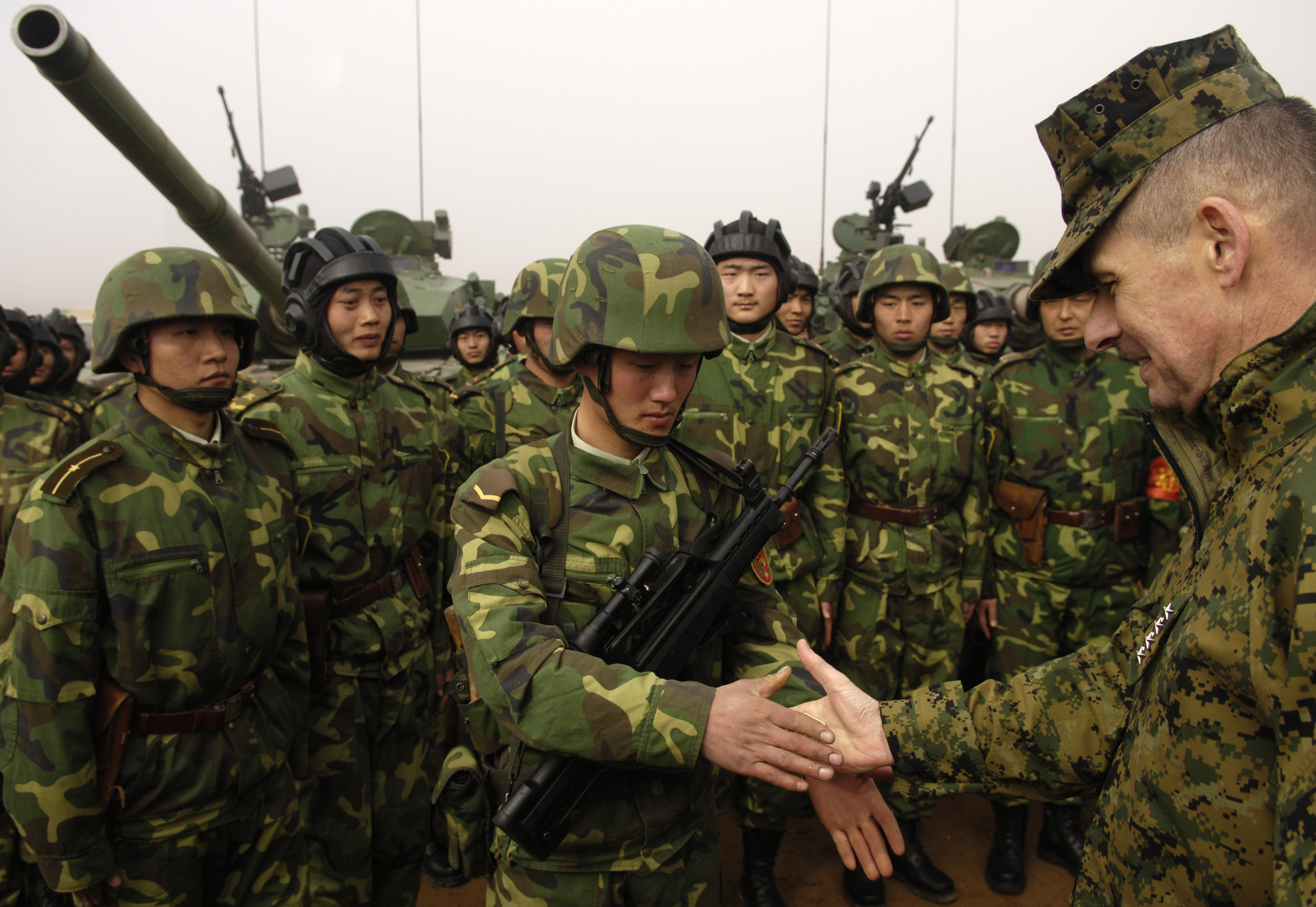
99式林地迷彩服（中国版ウッドランド・パターン）を着た中国人民解放軍陸軍の兵士（2007年）

アメリカの支援の下、再編されたイラクやアフガニスタンの軍にも供給されている。
そのほか、ロシアや中国なども類似の迷彩パターンを導入している。

#### 軍以外
アメリカ合衆国における法執行機関やSWATの中には、ウッドランド・パターンの野戦服を使用している組織がある。